# Europees Bureau voor de grondrechten
Het Europees Bureau voor de grondrechten (Engels: Fundamental Rights Agency (FRA)) is een agentschap van de Europese Unie opgericht in 2007 als directe opvolger van het Europees Waarnemingscentrum voor racisme en vreemdelingenhaat. Het mandaat werd daarbij uitgebreid teneinde een mensenrechtenbureau volgens het Handvest van de grondrechten van de Europese Unie te worden. Het bureau heeft onder andere de taak een Europees systeem van gegevensverzameling uit te bouwen, studies uit te voeren en het vergemakkelijken van netwerken om de instellingen van de Unie en de lidstaten te ondersteunen in hun beleid inzake bestrijding van racisme en vreemdelingenhaat.
De concrete thema's die het agentschap zal behandelen, worden bepaald door de Europese Raad. 
De volgende thema's behoren onder andere tot het takenpakket van het Europees Bureau voor de Grondrechten:
Verzamelen van gegevens met betrekking tot de naleving van de grondrechten, wetenschappelijk onderzoek uitvoeren en financieren omtrent de grondrechten, adviezen verstrekken en aanbevelingen doen aan de instellingen van de Europese Unie en de lidstaten ervan, opmaken van jaarverslagen omtrent de naleving van mensenrechten.
Het bureau is gevestigd in Wenen.